# Tabernas
Tabernas este o municipalitate și un oraș din provincia Almería, Andaluzia, Spania, cu o populație de 3.217 locuitori.

## Deșertul Tabernas

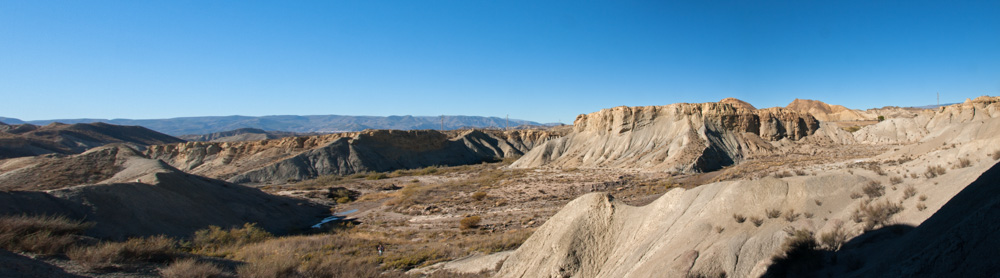
Deşertul Tabernas

Deșertul Tabernas este un pustiu situat în provincia Almeira, la aproximativ 30 km nord de Almeria, în perimetrul localității Tabernas, protejat din 1989 ca  parc natural. Are o suprafață de 280 kmp.